# Paul Del Bello
Paul Del Bello (Torino, 26 novembre 1979) è un musicista italiano, conosciuto principalmente per essere il fondatore e frontman dei Dobermann e per il suo lavoro con il chitarrista rock statunitense Adam Bomb, con il quale ha registrato due album e suonato più di 1500 concerti in tutta Europa e America, dal 2006 al 2016. È stato il musicista con la più longeva militanza nella storia della band. Ha inoltre collaborato, live e in studio, con Erik Grönwall, Michael Monroe e Steven Adler.

## Biografia
Dopo qualche anno di militanza in diverse band locali come bassista e chitarrista, nel 2003 forma il suo primo gruppo punk "Motorcity Brags", con il quale incide due album e si esibisce in tutto il Nord Italia, Svizzera e Germania, ricoprendo per la prima volta il ruolo di frontman.
Nel 2006, suona alcuni concerti con il batterista dei Guns N' Roses, Steven Adler, sostituendo il suo bassista dell'epoca Chip Z'Nuff per un breve periodo. Durante il tour con Adler, conosce il chitarrista newyorkese Adam Bomb, il quale, qualche mese più tardi, lo invita ad unirsi in pianta stabile alla sua band.
Dal 2006 al 2012, con una media di circa 250 date l'anno, la band di Adam Bomb attraversa Regno Unito, Stati Uniti, Irlanda, Francia, Belgio, Paesi Bassi, Germania, Repubblica Ceca, Svizzera, Slovenia, Bulgaria, Polonia, Finlandia, Svezia, Estonia, Lettonia, Lituania, Norvegia, Italia, Danimarca, Spagna, Serbia e Principato di Monaco, senza un'agenzia, un manager, o un'etichetta discografica, dividendo tra l'altro il palco con Motorhead, Iggy Pop, Twisted Sister, Hanoi Rocks, Steven Adler, The Wildhearts, Marky Ramone, Dragonforce, Backyard Babies e Marty Friedman.
Nel 2007, il loro 'Dangerous when Lit' tour, li vede impegnati in 101 date consecutive in 101 giorni.
Il 5 agosto 2008, durante un concerto al Klubbi di Turku, Michael Monroe degli Hanoi Rocks sale sul palco e canta tre brani con la band.
Pochi giorni dopo, Del Bello partecipa a una sessione di lavoro in studio insieme a Monroe, Bomb e Jussy 69, realizzando la versione 'demo' del brano 'Pirates of the Baltic Sea'.
Paul compare inoltre su 3 album in studio, 'Rock like Fuck' (2006), Crazy Motherfucker (2009), e Rock On, Rock Hard, Rock Animal (2012), dove è accreditato come coautore della gran parte dei pezzi, e dove canta anche un brano, "Power House", da lui composto. Compare come voce principale anche sulle versioni cover 'Deuce'e 'Ace of Spades' presenti nell'edizione speciale dell'album.
Appare inoltre nei video 'Rock like Fuck', 'Je t'aime bebe' e 'Guitarmageddon'.
Nel 2012 Del Bello abbandona Adam Bomb e fonda i Dobermann, dove oltre a suonare il basso, ricopre anche il ruolo di cantante, co-compositore e autore dei testi.
La band registra 2 album in italiano,'Dobermann' ( dove compare una versione in italiano di "Antisocial" dei Trust (gruppo musicale francese) ) , 'Vita da cani', e un EP in inglese, 'Testarossa EP'.
Nel 2013 suona dal vivo insieme a Henry Padovani; nell'estate 2014 ritorna con Adam Bomb per una serie di concerti, con il quale si esibisce anche nel 2015 e 2016.
Nel 2017 collabora nuovamente con lo stesso Adam Bomb per la registrazione del quarto studio album dei Dobermann, 'Pure breed',  dove compare anche Bumblefoot come special guest. L'album viene pubblicato dall'etichetta britannica Horus Music.
Nel 2019 partecipa con un cameo al sesto episodio del documentario "Stay Free: The Story of The Clash", narrato da Chuck D e prodotto da BBC, dove suona il riff di basso del brano The magnificent seven.
Nel Novembre 2022 viene intervistato su Bass Musician, una delle principali pubblicazioni online relative al basso elettrico.
Nel Dicembre 2023 collabora con Erik Grönwall, suonando il basso sulla versione del classico dei Whitesnake 'Still of the night'.
Nell'aprile 2024 partecipa, in qualità di bassista, alla registrazione del disco Livedream di Adam Bomb. L'album è prodotto da Dieter Dierks, celebre per il suo lavoro con artisti come Scorpions e altre icone del rock internazionale.
Ha inoltre partecipato alla composizione delle colonne sonore del film 'Fling', e della colonna sonora del documentario 'Cover your ears', prodotto da Sean Patrick Shaul.

## Stile
Del Bello presenta uno stile bassistico particolarmente aggressivo, con utilizzo prevalente del plettro e della tecnica di 'downpicking'. Utilizza un Fender Precision. Le sue principali influenze sono Lemmy Kilmister, Duff McKagan e Gene Simmons.
È inoltre conosciuto per eseguire il numero di sputafuoco durante i concerti.

## YouTube
Del Bello gestisce inoltre un canale YouTube a suo nome, dedicato principalmente al basso elettrico, con video didattici ed educativi. La sua serie 'Bass Habits', con video individuali dedicati a bassisti famosi, conta oltre 90 episodi. Nella sezione interviste, sono comparsi personaggi di rilievo come Matt Freeman, Bob Daisley e Phil Soussan.
A maggio 2025, il canale conta oltre 83.000 iscritti e 23 milioni di visualizzazioni.

## Discografia

### Con Dobermann
- Dobermann (2012)
- Vita da cani (2014)
- Testarossa (2014)
- Pure breed (2017)
- Shaken to the core (2021)

### Con Adam Bomb
- Rock Like Fuck (2007)
- Crazy Motherfucker (2010)
- Rock On, Rock Hard, Rock Animal (2012)
- Livedream (2024)

### Con Motorcity Brags
- You don't deserve anything better than this (2005)
- Ten Arrogant Tales (2007)

### Singoli
- Gira Ancora (2020)
- Lupo Del Nord (2021)
- Poison Heart (2023)
- Sabato Pomeriggio (2024)